# Usofila gracilis
Espèce
Usofila gracilis est une espèce d'araignées aranéomorphes de la famille des Telemidae.

## Distribution
Cette espèce est endémique de Californie aux États-Unis,.

## Description
Le mâle holotype mesure 1,1 mm

## Publication originale
- Marx, 1891 : A contribution to the knowledge of North American spiders. Proceedings of the Entomological Society of Washington, vol. 2, p. 28-37 (texte intégral).